# Bert van Vlaanderen
Bert van Vlaanderen, född den 25 november 1964, är en nederländsk före detta friidrottare som tävlade i maratonlöpning.
van Vlaanderens främsta merit är bronset från VM 1993 i Stuttgart då han sprang på 2:15.12. Han deltog vid två olympiska spel, vid Olympiska sommarspelen 1992 slutade han på 15:e plats och vid Olympiska sommarspelen 1996 slutade han 45:a.

## Personliga rekord
- Maraton - 2:10.27 från 1998